# Liste der Gemahlinnen der bayerischen Herrscher
Liste der Herzoginnen von Bayern

## Herzoginnen von Baiern zur Zeit der Agilolfinger
- ab um 555: Walderada, langobardische Prinzessin
- Gaila oder Appa von Friaul
- Gleisnod de Friuli
- Folchaid
- Regintrud, Imma, Waltrat und Pilitrud
- Rattrud
- 742–748: Hiltrud, Tochter von Karl Martell
- bis 788: Liutberga, langobardische Prinzessin

## Herzoginnen von Bayern zur Zeit der Karolinger
- 788–794: Fastrada
- 795–800: Liutgard
- 817–818: Irmingard von Hespengau
- 819–829: Judith
- 829–865: Hemma
- 865–879/80: namentlich nicht bekannte Tochter des Nordgaugrafen Ernst
- 880–882: Liutgard
- 882–887: Richardis
- 887/88–899: Oda

## Herzoginnen von Bayern zur Zeit der Luitpoldinger
- ab 910: Judith
- 937–938: Liutgard
- bis 947: Biletrud (Wiltrud)

## Herzoginnen von Bayern zur Zeit der Ottonen
- 948–955: Judith
- 965–976: Gisela
- 983–985: Hiltigard
- 985–995: Gisela
- 998/1000–1004, 1009–1017: Hl. Kunigunde

## Herzoginnen von Bayern zur Zeit der Salier
- 1026–1027: Gisela
- 1036–1038: Gunhild
- 1047–1049: Agnes

## Herzoginnen von Bayern unter wechselnden Herrscherfamilien
- bis 1053: Judith von Schweinfurt
- 1061–1070: Richenza
- 1071–1077: Judith
- 1077–1087: Bertha

## Herzoginnen von Bayern zur Zeit der Welfen
- 1120–1126: Wulfhild Billung von Sachsen
- 1127–1138: Gertrud

## Herzoginnen von Bayern unter wechselnden Herrscherfamilien
- 1139–1141: Maria
- 1141–1143: Gertrud
- 1148–1156: Theodora

## Herzoginnen von Bayern zur Zeit der Welfen
- 1156–1162: Clementia
- 1168–1180: Mathilde

## Herzoginnen von Bayern zur Zeit der Wittelsbacher
- 1180–1183: Agnes
- 1204–1231: Ludmilla
- 1231–1253: Agnes

## Herzoginnen von Oberbayern
- 1254–1256: Maria
- 1260–1271: Anna
- 1273–1294: Mathilde
- 1294–1317: Mechthild
- 1308–1321: Beatrix
- 1324–1340: Margarethe

## Herzoginnen von Niederbayern
- 1253/55–1271: Elisabeth
- 1297–1310: Jutta (Judith)
- 1308–1312: Agnes
- 1328–1339: Margarethe
- 1328–1333: Anna
- 1330–1334: Judith
- 1339–1340: Anna

## Herzoginnen des wiedervereinten Bayern
- 1340–1347: Margarethe
- 1347–1349: Elisabeth

## Herzoginnen von Bayern-Straubing
- 1352–1362: Maud
- 1353–1386: Margarethe
- 1404–1417: Margaretha
- 1419–1425: Elisabeth

## Herzoginnen von Oberbayern
- 1361–1363: Margarethe

## Herzoginnen von Niederbayern-Landshut
- 1359–1377: Margarete
- 1375–1391: Katharina
- 1375–1381: Taddea
- 1375–1380: Anna
- 1381–1392: Maddalena

## Herzoginnen von Bayern-Ingolstadt
- 1401–1413: Elisabeth
- 1413–1443: Katharina
- 1443–1445: Margarethe

## Herzoginnen von Bayern-Landshut
- 1392–1393: Maddalena
- 1412–1447: Margarete
- 1452–1479: Amalia
- 1479–1502: Hedwig

## Herzoginnen von Bayern-München
- 1397–1432: Elisabetta
- 1433–1435: Margarete
- 1438–1460: Anna
- 1487–1505: Kunigunde

## Herzoginnen von Bayern
- 1505–1508: Kunigunde
- 1522–1550: Maria Jakobäa
- 1550–1579: Anna
- 1579–1598: Renata
- 1598–1623: Elisabeth Renata

## Kurfürstinnen von Bayern
- 1623–1635: Elisabeth Renata
- 1635–1651: Maria Anna
- 1651–1676: Henriette Adelheid
- 1685–1692: Maria Antonia
- 1695–1726: Therese Kunigunde
- 1726–1745: Maria Amalia
- 1747–1777: Maria Anna
- 1777–1794: Elisabeth Auguste
- 1795–1799: Maria Leopoldine
- 1799–1805: Karoline

## Königinnen von Bayern
- 1806–1825: Karoline
- 1825–1848: Therese
- 1848–1864: Marie
- 1913–1918: Marie Therese